# Nicky Cruz
El evangelista Nicky Cruz (6 de diciembre de 1938 en San Juan, Puerto Rico) es un exlíder de la pandilla de Nueva York llamada Los Mau-Maus.

## Niñez
Cruz fue criado por sus padres, los cuales practicaban brujería y espiritismo. Ellos lo atormentaban mentalmente diciéndole cosas como "Hijo de Satanás". El barrio donde él vivía era uno de los peores en Puerto Rico y Nicky siempre se estaba metiendo en problemas. Era una persona muy violenta.

## Vida en la pandilla
El 1 de enero de 1955 -- cuando Nicky tenía 16 años -- sus padres lo mandaron a vivir con su hermano mayor en Nueva York. Se mudó a Fort Greene, Brooklyn, a un complejo de vivienda con más de 30,000 habitantes puertorriqueños y afroamericanos. En los guetos de Nueva York, como Fort Greene, la vida es muy difícil, y unirse a una pandilla era una de las pocas opciones que los adolescentes tenían para poder sobrevivir. En poco tiempo Nicky se hizo líder militar de la pandilla. Este puesto era importante porque es el que se reúne con sus homólogos de otras pandillas para discutir detalles sobre las peleas, por ejemplo la hora y cuáles armas serán utilizadas. Para 1958, Nicky ya era el "presidente" de la pandilla, la cual se dedicaba a robos y homicidios. El joven también estaba involucrado con drogas y su compañero Mannie Durango murió en sus manos en una pelea entre pandillas.

## Conversión
El predicador David Wilkerson estuvo en el vecindario de Nicky predicando, cuando se encontró con él. Nicky amenazó de muerte al Reverendo David Wilkerson, pero lo que más le impactó fue lo que el Revendo le contestó "Podrías hacerlo, podrías cortarme en mil pedazos y arrojarlos a la calle, por eso no dejaré de anunciarte que Jesús te ama", esto conmovió mucho a Nicky pero él se mostraba duro, ahí fue cuando empezó a experimentar el amor de Dios. Luego por la tarde el señor Wilkerson dio la vuelta por la base de la pandilla de Nicky donde el joven le cayó a golpes.
Dos semanas después, el Reverendo volvió al barrio para una reunión evangélica. Cuando el joven Nicky se enteró, decidió que iba a asaltar a Wilkerson de nuevo, esta vez con otros miembros de su pandilla. La reunión se estaba llevando a cabo en el "St. Nicholas Boxing Arena" y ahí era donde Nicky iba a ir. Según Nicky, cuando llegó, algo extraño le pasó a su cuerpo. Empezó a sentirse culpable por los acontecimientos y se puso a orar. Wilkerson oró con Nicky y el joven le pidió a Dios que lo perdonara. También le pidió perdón al predicador.
El siguiente día el joven se entregó a la policía con todas su armas. Rápidamente comenzó a estudiar la Biblia y se matriculó en la escuela. Estudió varios temas, incluyendo teología. Luego se convirtió en un predicador y volvió a su barrio de niñez, donde le predicó a los otros miembros de su pandilla para que aceptaran a Jesucristo como su salvador. Hasta el nuevo líder Israel Narvaez lo aceptó cuando Nicky los visitó.
Más tarde se preparó en un instituto bíblico donde conoció a Gloria, quien es su esposa. Se dedicó a ayudar a jóvenes, niños y muchachas con problemas de drogadicción.

## Ministerio
Nicky es el líder de "Nicky Cruz Outreach" un programa con el propósito de proveer ayuda para los adolescentes con problemas en la vida. El programa ha tenido mucho éxito y tiene sucursales en EE. UU., América Latina y Europa. También fundó varios centros de rehabilitación para los drogadictos. Es miembro del Comité Honorario de The Presidential Prayer Team el cual incluye personas como Gerald Ford, Jerry Colangelo entre otros.
A 2024, a sus 85 años, viajó a Madrid para dar su testimonio en una plaza cercana a Atocha.  Cientos de personas se reconciliaron con Dios.   Aquí se puede ver su testinonio contado por él 

## Literatura
En 1970 se editó una película sobre la vida de Nicky Cruz titulada La Cruz y el Puñal la cual incluye Pat Boone como el Reverendo David Wilkerson y Erik Estrada como Nicky Cruz. En febrero de 2000, un especial de televisión sobre Nicky Cruz, titulado Corre Nicky, corre, fue presentado en Estados Unidos.
Nicky también hizo un documental de 55 minutos con Art Linkletter llamado "No Need to Hide". Nicky llevó a Art a varios sitios vigilados por su pandilla.
Los siguientes libros sobre la vida de Nicky Cruz han sido editados en varios idiomas: "La Cruz y el Puñal", de David Wilkerson, "Corre, Nicky, Corre" de Nicky Cruz, y "The Gangster Who Cried: The story of Nicky Cruz", de R.J. Owens. También fue coautor del libro, "The Magnificent Three", con Charles Paul Conn.